# تئودور وارتون
تئودور وارتون (انگلیسی: Theodore Wharton؛ ‏ ۱۲ آوریل ۱۸۷۵ – ۲۸ نوامبر ۱۹۳۱) کارگردان فیلم اهل ایالات متحده آمریکا بود.
از فیلم‌هایی که وی در آن‌ها نقش داشته‌است، می‌توان به ماجراهای جدید جی. روفوس والینگفورد و برنده بخت‌آزمایی اشاره نمود.